# Bulnes (ort)
Bulnes är en ort i Chile.   Den ligger i provinsen Provincia de Ñuble och regionen Región del Biobío, i den södra delen av landet, 400 km söder om huvudstaden Santiago de Chile. Bulnes ligger 96 meter över havet och antalet invånare är 12 715.
Terrängen runt Bulnes är platt. Det finns inga andra samhällen i närheten.
Trakten runt Bulnes består till största delen av jordbruksmark. Runt Bulnes är det ganska glesbefolkat, med 21 invånare per kvadratkilometer.